# Sphaerotheca swani
Sphaerotheca swani és una espècie de granota de la família Ranidae. Viu de forma endèmica al Nepal. Aquesta espècie és coneguda només a la zona de Dharan, i els seus voltants, on s'ha registrat a 100-300m snm. És una espècie terrestre i d'aigua dolça. Com que és una espècie fosorial, el seu hàbitat natural s'inclou associat amb pantans de sorra. La principal amenaça per a aquesta espècie és la contaminació de les maresmes per agroquímics. Hi ha problemes taxonòmics que envolten el gènere d'aquesta espècie, incloent si és o no és una espècie vàlida. S'han registrat a Kashitapo Wildlife Sanctuary.